# Шику Шавьер
Шику Шавьер (англ. Chico Xavier, другие варианты произношения и написания по-русски: Чико Ксавьер, Шико Хавьер), полное имя — Франсиско де Паула Кандидо Шавьер (порт.-браз. Francisco de Paula Cândido Xavier), по прозвищу «Чико» (2 апреля 1910, Педру-Леополду, Минас-Жерайс — 30 июня 2002, Убераба, Минас-Жерайс), — бразильский писатель, спиритуалист, медиум, филантроп и гуманист.
По итогам специальной телевизионной программы с опросом населения в 2012 году был признан «величайшим бразильцем всех времён».

## Биография
Шику Шавьер прожил долгую и нелегкую жизнь, успев написать 412 книг, часть которых была продана тиражом более 40 млн экз., переведена на 33 языка (из них 30 книг — на Брайле). Чико никогда не считал себя автором написанных книг, заявляя, что подлинное их авторство принадлежит тем душам, под чью диктовку и были написаны все его работы. По этой причине весь получаемый гонорар Чико передавал вместе с авторскими правами различным благотворительным организациям, среди которых — Федерация спиритистов Бразилии (Federação Espirita Brasileira).
Его первая книга, «Потусторонний Парнас», была опубликована в 1932 году и содержала 256 стихотворений, написанных «под диктовку» разных поэтов, по преимуществу бразильских и португальских.
Нужно отметить ту особенность, что при написании книг или писем-посланий к «живущим в этом измерении» (очень много среди них было обращений к родственникам, потерявшим своих близких), у Шику Шавьера менялся стиль написания. 
В истории бразильского правосудия произошёл беспрецедентный случай (частично показанный в автобиографическом фильме «Шику Шавьер», Chico Xavier), когда судья вынужден был снять все обвинения с подсудимого и отпустить его прямо из зала суда — на основании письма, полученного от убитого человека подсудимым (графологическая экспертиза подтвердила подлинность подписи и почерка). 
Шику Шавьер писал не только на португальском языке. Однажды им были сделаны записи от имени известных мыслителей Франции XVIII-XIX веков.
Самая известная книга, которая разошлась тиражом более 1,5 млн экз., называется «Наш Родной Дом» (Nosso Lar) и посвящена духу доктора Андрэ Луиса (André Luiz).
Шику Шавьер получил очень широкое признание в Бразилии, именно благодаря своей благотворительной и филантропической деятельности. Он никогда не брал деньги за проводимые им «сеансы связи», считая это недопустимым в своей практике духовной помощи и поддержки.
По признанию Чико, его всегда сопровождала некая сущность по имени Эммануэль, начиная с первого дня, когда он обнаружил в себе медиумические способности.
Незадолго до своего перехода, Чико сказал, что покинет этот мир в день, когда бразильский народ будет ликовать. Умер 30 июня 2002 года, — в день, когда Бразилия отмечала свою победу, став 5-кратным чемпионом мира по футболу. Смерть была констатирована примерно через 9 часов после окончания финала чемпионата мира.

## 10 наиболее известных книг
- 1932 — Потусторонний Парнас (Parnaso de Além)
- 1938 — Путь света (A Caminho da Luz)
- 1939 — Две тысячи лет назад (Há Dois Mil Anos)
- 1944 — Наш родной дом (Nosso Lar)
- 1955 — Подвластные медиумизму (Nos Domínios da Mediunidade)
- 1957 — Действие и противодействие (Ação e Reação)
- 1959 — Между двумя мирами (Entre Dois Mundos)
- 1964 — Книга надежды (Livro da Esperança)
- 1964 — Избавление от одержимости (Desobsessão)
- 1977 — Потусторонние дети (Crianças no Além)